# Vendelín Želísko
Vendelín Želísko, také Wendelin Zelisko nebo Selisko (1. července 1802 Choustníkovo Hradiště – 20. ledna 1868 Praha) byl český kreslíř, mědirytec a ocelorytec, reprodukční grafik období historismu.

## Život
Narodil se v rodině choustníkovohradištského koželuha a později rychtáře Vendelína Želiska a jeho manželky Kateřiny, rozené Krämerové.
V letech 1817–1822 byl žákem pražské Akademie. 
12. srpna roku 1831 získal v Praze městské právo, bydlel na Starém Městě v tchánově domě v Platnéřské ulici čp. 113/I a začal inzerovat svou živnost mědirytce. 
V roce 1837 se neúspěšně ucházel o místo učitele mědirytectví na stavovském technickém ústavu v Praze (místo získal Jiří Döbler). 
V roce 1844 provozoval obchod s mědirytinami a uměleckými předměty ve staroměstském domě na Malém náměstí čp. 143/2 společně s Josefem Platzem. 

### Rodinný život
Dne 21. října 1827 se v Praze oženil s Veronikou Gasserovou (1811–1873), dcerou pražského zlatníka a klenotníka. Manželé měli čtyři syny a jednu dceru.  
Vdova Veronika pod manželovým jménem ještě v roce 1871 provozovala živnost ranhojiče.
Prvorozený syn Fridrich (*1830) byl staroměstským hodinářem, také druhorozený syn Adolf (1833–1885) byl pražským hodinářem, třetí syn zemřel v dětském věku a   čtvrtý syn Ferdinand (* 1842) se stal zastavárníkem.

## Grafické dílo (výběr)
- Biblické ilustrace,  podle předloh Raffaela Santiho nakreslil Vilém Kandler[3] a vyryl Vendelín Želisko
- Čtrnáct zastavení Křížové cesty (Die vierzehn Stationen des Kreuzweges), podle předloh Josefa Führicha.[10]
- Sochy Karlova mostu, (Selisko sculp.), předlohy zhotovil Franz Xaver Ginzel[11].
- Svatý Augustin s dítětem, podle oltářního obrazu P. P. Rubense z kostela sv. Tomáše v Praze  kreslil Vilém Kandler; ocelorytina Vendelína Želíska[12]
- Svatá Kateřina
- Poslední večeře Páně (1838) podle předlohy Josefa Führichaa, a podobná devoční grafika [13]

## Galerie

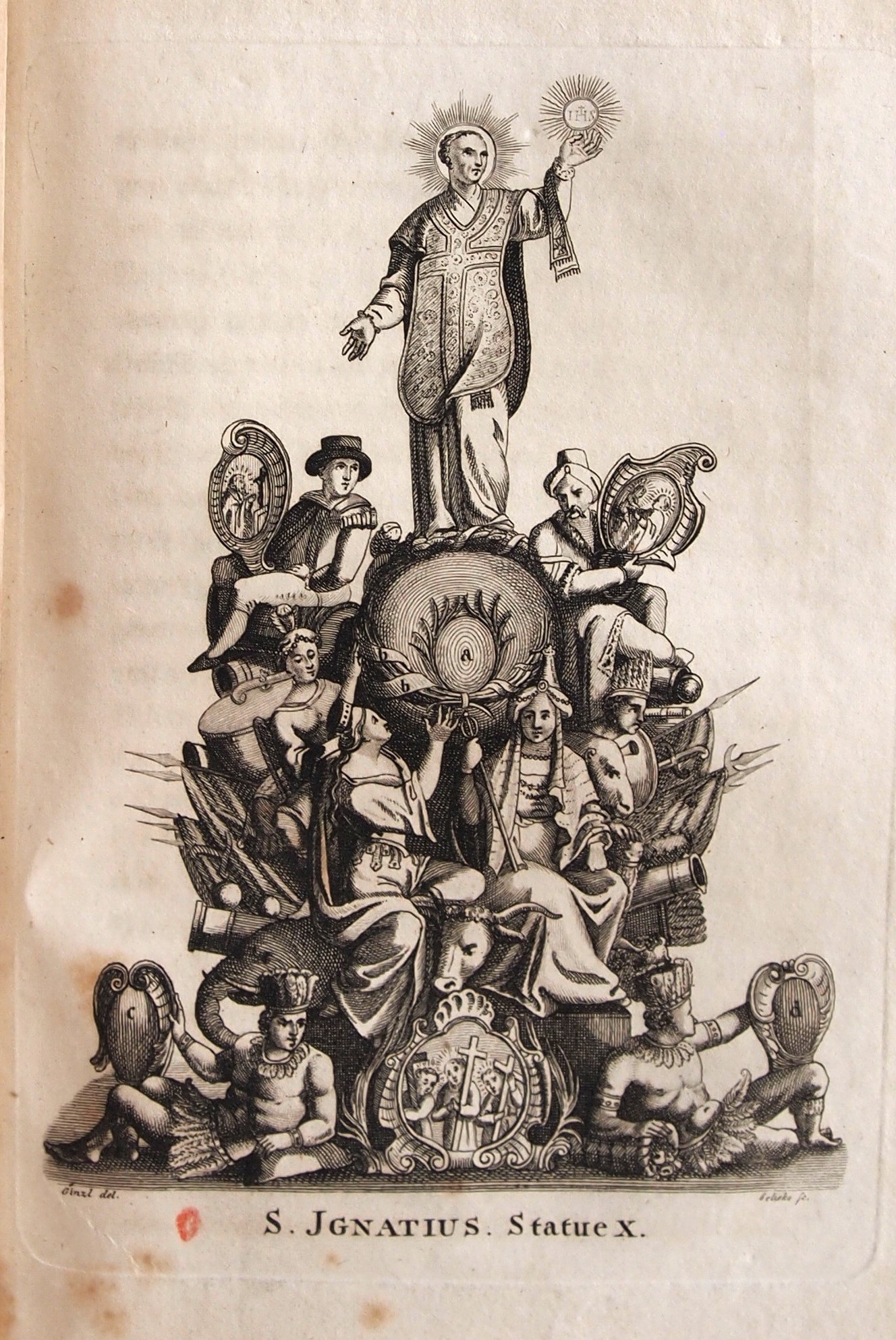
Franz Ginzel a Vendelín Želiskoː Sousoší sv. Ignáce, z knihy F. W. Welleby Die Karlsbrücke (1827)
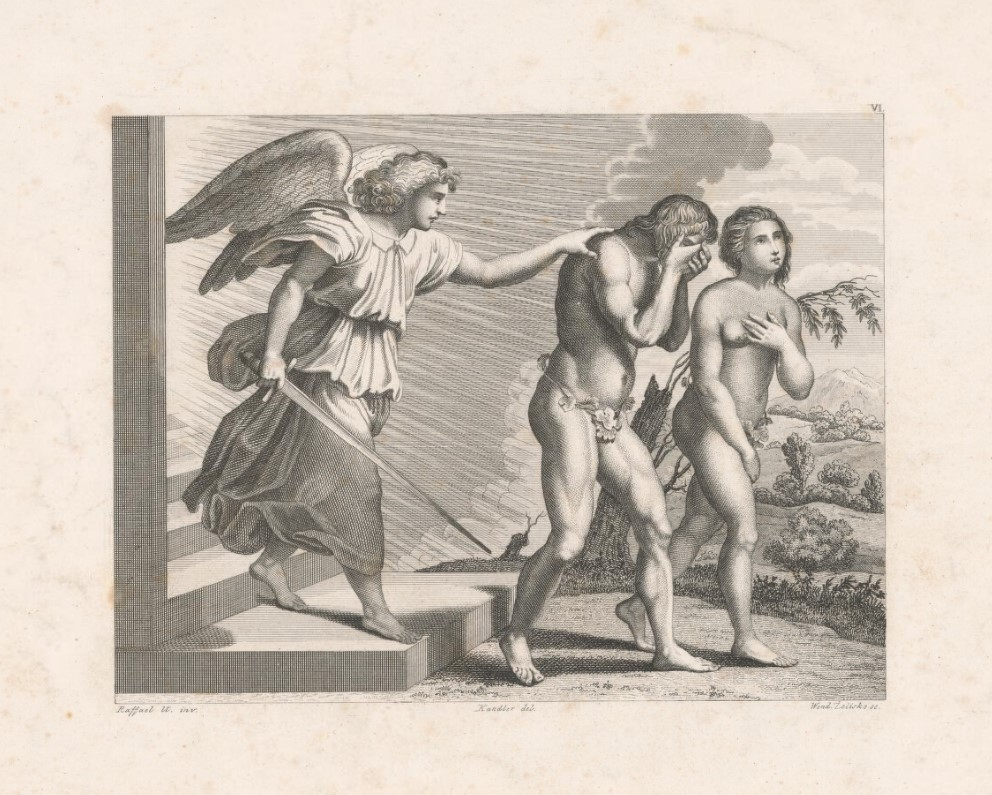
Vilém Kandler dle Raffaela, rytina Vendelín Želísko: Vyhnání z ráje (cca 1830)
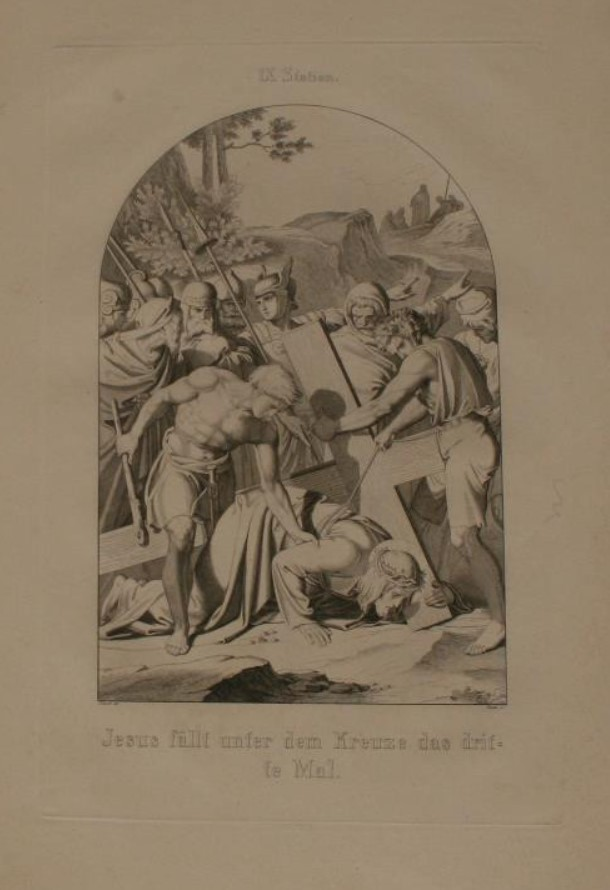
Josef Führich, rytina Vendelín Želísko: Křížová cesta IX. (1836)